# BeNe-league ijshockey 2015/16
De BeNe-league ijshockey 2015/16 was de eerste editie van deze competitie die gezamenlijk wordt georganiseerd door de Koninklijke Belgische IJshockey Federatie (KBIJF) en de Nederlandse IJshockey Bond (NIJB). In deze competitie wordt behalve om de competitietitel ook gestreden om de landstitels in beide landen. Voorheen geschiedde dit in de Belgische Elite league en de Nederlandse Eredivisie ijshockey.
De reguliere competitie met zes Belgische en tien Nederlandse clubs ging van start op vrijdag 25 september, vijf dagen na de openingswedstrijden van het ijshockeyseizoen in Nederland om de Ron Bertelingschaal en zeven dagen voor de start van de NIJB bekercompetitie. De start van de bekercompetitie om de KBIJF beker vond plaats op vrijdag 9 oktober.
Het eerste team van de Nederlandse landskampioen van het seizoen 2014/15, Destil Trappers Tilburg, nam niet deel aan deze competitie Dit team speelde dit seizoen voor het eerst geheel buiten de Nederlandse grenzen; het team kwam uit in de Oberliga-Nord, op het derde niveau in het Duitse ijshockey. Wel nam het "toekomstteam" van deze club deel in de competitie.
Al met het bereiken van de finale van de BeNe-league ijshockey waren de Belgische club REPLAY HYC Herentals en de Nederlandse club UNIS Flyers Heerenveen beide, ongeacht de uitslag van de nog te spelen best-of-3, de nieuwe landskampioen van hun land. Herentals volgde Antwerp Phantoms op en behaalde hun elfde landstitel. De Flyers behaalden hun achtste landstitel. In de finale versloeg Herentals de Flyers met 2-1 (5-4 n.v., 3-6, 5-1).

## Competitie
Opzet
In het eerste seizoen namen er zestien teams aan deel, zes Belgische en tien Nederlandse. In de eerste fase waren deze zestien teams verdeeld in twee poules. Hier binnen werd een enkele competitie gespeeld (thuis-/uitwedstrijden), daarnaast speelde elk team eenmaal tegen elk team in de andere poule (thuis of uit). Het totaal behaalde punten uit deze 22 wedstrijden bepaalde de poule eindstand. Hierna volgde de knock-outfase tussen de top-4 van beide poules. In de kwartfinale kwamen de poule nummers 1 uit tegen de nummers 4 en de nummers 2 tegen de nummers 3 in een best-of-2. De halve finale en finale werd beslist in een best-of-3.
Puntentelling
Een gewonnen wedstrijd leverde drie punten op. Bij een gelijkspel volgde een verlenging (4-tegen-4) van maximaal vijf minuten, eventueel gevolgd door een shoot-out. Het team dat scoorde won de wedstrijd met één doelpunt verschil. De winnaar kreeg twee punten, de verliezer één punt.
Landskampioenschappen
Vooraf was bepaald dat de landskampioenschappen als volgt tot stand kwam:
1. De winnaar van de BeNe-league is kampioen van zijn land.
2. Als de verliezend finalist afkomstig is uit het andere land, dan is de verliezend finalist kampioen van dat andere land.
3. Als beide finalisten uit een en hetzelfde land komen en de beide verliezende halvefinalisten uit het andere land afkomstig zijn, dan spelen deze twee teams een finale om het kampioenschap van dat andere land.
4. Als beide finalisten uit een en hetzelfde land komen en de verliezende halvefinalisten zijn uit verschillende landen afkomstig, dan spelen de twee hoogst geklasseerde teams, afkomstig uit het land dat nog geen kampioenschap kent op basis van bovenstaande regels, uit elke poule een finale om het kampioenschap van dat land.

Deelnemers
| Poule A                                  |                                    | Poule B |
| ---------------------------------------- | ---------------------------------- | ------- |
| Phantoms Deurne                          | Bulldogs Luik                      |         |
| REPLAY HYC Herentals                     | IHC Leuven                         |         |
| Turnhout Tigers                          | Olympia Heist op den Berg          |         |
| Hijs Hokij Den Haag                      | AHOUD Devils Nijmegen              |         |
| Hotwings Panters Zoetermeer              | Dolphin Kemphanen Eindhoven        |         |
| IJV Amstel Tijgers anno 1963 (Amsterdam) | Laco Eaters Limburg                |         |
| ProClass Dordrecht Lions                 | Red Eagles Den Bosch               |         |
| UNIS Flyers Heerenveen                   | Tilburg Trappers TT (toekomstteam) |         |

| #  | Club                         | AW | W  | GW | GV | V  | Pnt | V-T    |
| -- | ---------------------------- | -- | -- | -- | -- | -- | --- | ------ |
| 01 | REPLAY HYC Herentals         | 22 | 20 | 0  | 0  | 02 | 60  | 207-45 |
| 02 | UNIS Flyers Heerenveen       | 22 | 19 | 01 | 0  | 02 | 59  | 137-42 |
| 03 | Hijs Hokij Den Haag          | 22 | 13 | 03 | 02 | 04 | 47  | 111-64 |
| 04 | IJV Amstel Tijgers anno 1963 | 22 | 13 | 03 | 0  | 06 | 45  | 111-81 |
| 05 | Hotwings Panters Zoetermeer  | 22 | 12 | 02 | 01 | 07 | 41  | 123-83 |
| 06 | Turnhout Tigers              | 22 | 05 | 02 | 02 | 13 | 21* | 81-140 |
| 07 | Phantoms Deurne              | 22 | 07 | 0  | 01 | 14 | 20  | 71-129 |
| 08 | ProClass Dordrecht Lions     | 22 | 01 | 01 | 01 | 19 | 21  | 37-148 |

| #  | Club                        | AW | W  | GW | GV | V  | Pnt | V-T    |
| -- | --------------------------- | -- | -- | -- | -- | -- | --- | ------ |
| 01 | Laco Eaters Limburg         | 22 | 16 | 0  | 0  | 06 | 48  | 118-70 |
| 02 | Tilburg Trappers TT         | 22 | 11 | 01 | 02 | 08 | 37  | 094-84 |
| 03 | Bulldogs Luik               | 22 | 10 | 01 | 01 | 10 | 33  | 083-88 |
| 04 | AHOUD Devils Nijmegen       | 22 | 08 | 03 | 0  | 11 | 30  | 063-83 |
| 05 | IHC Leuven                  | 22 | 08 | 01 | 0  | 13 | 26  | 080-96 |
| 06 | Dolphin Kemphanen Eindhoven | 22 | 06 | 0  | 06 | 10 | 24  | 86-117 |
| 07 | Olympia Heist op den Berg   | 22 | 04 | 02 | 02 | 14 | 18  | 80-151 |
| 08 | Red Eagles Den Bosch        | 22 | 02 | 01 | 03 | 16 | 11  | 61-122 |

| #  | Club                         | AW | W  | GW | GV | V  | Pnt | V-T    |
| -- | ---------------------------- | -- | -- | -- | -- | -- | --- | ------ |
| 01 | REPLAY HYC Herentals         | 22 | 20 | 0  | 0  | 02 | 60  | 207-45 |
| 02 | UNIS Flyers Heerenveen       | 22 | 19 | 01 | 0  | 02 | 59  | 137-42 |
| 03 | Hijs Hokij Den Haag          | 22 | 13 | 03 | 02 | 04 | 47  | 111-64 |
| 04 | IJV Amstel Tijgers anno 1963 | 22 | 13 | 03 | 0  | 06 | 45  | 111-81 |
| 05 | Hotwings Panters Zoetermeer  | 22 | 12 | 02 | 01 | 07 | 41  | 123-83 |
| 06 | Turnhout Tigers              | 22 | 05 | 02 | 02 | 13 | 21* | 81-140 |
| 07 | Phantoms Deurne              | 22 | 07 | 0  | 01 | 14 | 20  | 71-129 |
| 08 | ProClass Dordrecht Lions     | 22 | 01 | 01 | 01 | 19 | 21  | 37-148 |

| #  | Club                        | AW | W  | GW | GV | V  | Pnt | V-T    |
| -- | --------------------------- | -- | -- | -- | -- | -- | --- | ------ |
| 01 | Laco Eaters Limburg         | 22 | 16 | 0  | 0  | 06 | 48  | 118-70 |
| 02 | Tilburg Trappers TT         | 22 | 11 | 01 | 02 | 08 | 37  | 094-84 |
| 03 | Bulldogs Luik               | 22 | 10 | 01 | 01 | 10 | 33  | 083-88 |
| 04 | AHOUD Devils Nijmegen       | 22 | 08 | 03 | 0  | 11 | 30  | 063-83 |
| 05 | IHC Leuven                  | 22 | 08 | 01 | 0  | 13 | 26  | 080-96 |
| 06 | Dolphin Kemphanen Eindhoven | 22 | 06 | 0  | 06 | 10 | 24  | 86-117 |
| 07 | Olympia Heist op den Berg   | 22 | 04 | 02 | 02 | 14 | 18  | 80-151 |
| 08 | Red Eagles Den Bosch        | 22 | 02 | 01 | 03 | 16 | 11  | 61-122 |

| Datum | Thuisteam      | Uitslag | Periodestanden  | Uitteam        |
| ----- | -------------- | ------- | --------------- | -------------- |
| 26/09 | Herentals      | 0-5 r   | (1-0, 3-0, 1-0) | Panters        |
| 26/09 | Phantoms       | 1-4     | 1-2, 0-1, 0-1   | Flyers         |
| 27/09 | Tigers         | 4-5 nv  | 1-0, 2-2, 1-2   | Lions          |
| 02/10 | Hokij          | 4-3     | 1-1,3-1, 0-1    | Tigers         |
| 03/10 | Lions          | 1-6     | 1-0, 0-4, 0-2   | Phantoms       |
| 03/10 | Panters        | 7-4     | 2-2, 3-0, 2-2   | Amstel Tijgers |
| 10/10 | Amstel Tijgers | 5-4     | 1-1, 2-2, 2-1   | Hokij          |
| 14/11 | Flyers         | 6-3     | 2-2, 3-1, 1-0   | Amstel Tijgers |
| 14/11 | Panters        | 3-5     | 0-1, 0-3, 3-1   | Hokij          |
| 20/11 | Flyers         | 3-2     | 0-0, 1-1, 2-1   | Panters        |
| 21/11 | Amstel Tijgers | 4-7     | 0-2, 3-4, 1-1   | Herentals      |
| 21/11 | Lions          | 0-4     | 0-2, 0-1, 0-1   | Flyers         |
| 21/11 | Panters        | 11-6    | 3-0, 4-3, 4-3   | Phantoms       |
| 22/11 | Herentals      | 8-0     | 2-0, 4-0, 2-0   | Amstel Tijgers |
| 22/11 | Phantoms       | 1-13    | 1-2, 0-3, 0-8   | Hokij          |
| 27/11 | Hokij          | 4-5 np  | 0-0, 3-2, 1-2   | Flyers         |
| 28/11 | Flyers         | 7-0     | 30, 4-0, 0-0    | Tigers         |
| 28/11 | Lions          | 3-10    | 1-2, 1-5, 1-3   | Panters        |
| 28/11 | Phantoms       | 2-11    | 1-2, 1-3 0-6    | Herentals      |
| 29/11 | Herentals      | 13-0    | 4-0, 6-0, 3-0   | Lions          |
| 29/11 | Tigers         | 2-9     | ?, ?            | Amstel Tijgers |
| 04/12 | Hokij          | 3-2     | 0-1, 1-1, 2-0   | Lions          |
| 05/12 | Amstel Tijgers | 5-2     | 4-1, 0-0, 1-1   | Panters        |
| 12/12 | Lions          | 3-4     | 1-2, 1-0, 1-2   | Amstel Tijgers |
| 12/12 | Panters        | 4-3     | 2-0, 0-1, 2-2   | Flyers         |
| 13/12 | Amstel Tijgers | 8-0     | 2-0, 3-0, 3-0   | Lions          |
| 13/12 | Herentals      | 3-2     | 1-1, 2-1, 0-0   | Hokij          |
| 13/12 | Tigers         | 5-4     | 1-1, 0-1, 4-2   | Phantoms       |
| 02/01 | Flyers         | 4-3     | 1-1, 2-1, 1-1   | Herentals      |
| 15/01 | Hokij          | 2-3 nv  | 1-1, 1-1, 0-0   | Amstel Tijgers |
| 16/01 | Flyers         | 12-1    | 3-1, 6-0, 3-0   | Phantoms       |
| 16/01 | Lions          | 4-7     | 1-4, 1-0, 2-3   | Tigers         |
| 16/01 | Panters        | 7-10    | 3-0, 2-4, 2-6   | Herentals      |
| 17/01 | Herentals      | 5-1     | 1-0, 2-0, 2-1   | Flyers         |
| 17/01 | Phantoms       | 3-1     | 1-0, 0-0, 2-1   | Lions          |
| 17/01 | Tigers         | 2-6     | 0-3, 2-0, 0-3   | Hokij          |
| 22/01 | Hokij          | 4-7     | 2-0, 1-4, 1-3   | Herentals      |
| 23/01 | Amstel Tijgers | 7-3     | 3-1, 4-0, 0-2   | Phantoms       |
| 23/01 | Lions          | 1-5     | 0-1, 0-2, 1-2   | Hokij          |
| 24/01 | Herentals      | 9-5     | 3-3, 4-0, 2-2   | Amstel Tijgers |
| 24/01 | Phantoms       | 5-3     | 1-0, 2-2, 2-1   | Tigers         |
| 31/01 | Phantoms       | 4-6     | 2-1, 2-2, 0-3   | Panters        |
| 05/02 | Flyers         | 16-0    | 4-0, 8-0, 4-0   | Lions          |
| 05/02 | Hokij          | 5-4 nv  | 0-1, 1-2, 3-1   | Phantoms       |
| 06/02 | Amstel Tijgers | 0-4     | 0-0, 0-1, 0-3   | Flyers         |
| 06/02 | Panters        | 11-1    | 1-0, 3-0, 7-1   | Tigers         |
| 07/02 | Tigers         | 1-17    | 1-5, 0-7, 0-5   | Herentals      |
| 19/02 | Flyers         | 4-1     | 2-0, 1-1, 1-0   | Hokij          |
| 20/02 | Amstel Tijgers | 5-2     | 1-0, 3-1, 1-1   | Tigers         |
| 20/02 | Lions          | 0-17    | 0-4, 0-7, 0-6   | Herentals      |
| 21/02 | Herentals      | 11-0    | 5-0, 3-0, 3-0   | Phantoms       |
| 21/02 | Tigers         | 6-3     | 2-2, 3-1, 1-0   | Panters        |
| 26/02 | Hokij          | 5-3     | 0-2, 4-1, 1-0   | Panters        |
| 27/02 | Panters        | 3-2 nv  | 0-0, 1-0, 2-1   | Lions          |
| 28/02 | Phantoms       | 6-5     | 3-3, 3-0, 0-2   | Amstel Tijgers |
| 28/02 | Tigers         | 3-8     | 1-4, 1-3, 1-1   | Flyers         |

| Datum | Thuisteam      | Uitslag | Periodestanden | Uitteam     |
| ----- | -------------- | ------- | -------------- | ----------- |
| 03/10 | Flyers         | 8-1     | 2-0, 4-1, 2-0  | Olympia     |
| 10/10 | Panters        | 6-5 nv  | 3-3, 2-1, 0-1  | Kemphanen   |
| 17/10 | Amstel Tijgers | 7-3     | 4-2, 1-0, 2-1  | Olympia     |
| 17/10 | Phantoms       | 2-6     | 0-1, 2-0, 0-5  | IHC Leuven  |
| 18/10 | Herentals      | 4-0     | 0-0, 2-0, 2-0  | Eaters      |
| 18/10 | Lions          | 0-4     | 0-0, 0-3, 0-1  | Red Eagles  |
| 18/10 | Tigers         | 5-2     | 2-0, 1-1, 2-1  | Bulldogs    |
| 23/10 | Hokij          | 7-3     | 1-2, 5-1, 1-0  | Eaters      |
| 24/10 | Amstel Tijgers | 6-5 nv  | 2-2, 3-1, 0-2  | Kemphanen   |
| 24/10 | Flyers         | 6-3     | 3-1, 3-2, 0-0  | Bulldogs    |
| 24/10 | Lions          | 0-8     | 0-3, 0-1, 0-4  | IHC Leuven  |
| 24/10 | Panters        | 11-3    | 3-2, 6-0, 2-1  | Olympia     |
| 25/10 | Herentals      | 11-2    | 1-0, 5-1, 5-1  | Trappers TT |
| 25/10 | Phantoms       | 5-4 nv  | 3-0, 0-2, 1-2  | Red Eagles  |
| 25/10 | Tigers         | 1-3     | 0-0, 0-2, 1-1  | Devils      |
| 30/10 | Hokij          | 4-3 nv  | 0-1, 0-0, 3-2  | Trappers TT |
| 20/11 | Hokij          | 6-3     | 1-0, 4-0 1-3   | IHC Leuven  |
| 19/12 | Amstel Tijgers | 4-2     | 1-0, 2-1, 1-1  | Devils      |
| 03/01 | Herentals      | 12-3    | 3-1, 6-1, 3-1  | Red Eagles  |
| 03/01 | Lions          | 4-11    | 0-4, 3-2, 1-5  | Eaters      |
| 03/01 | Tigers         | 2-8     | 0-4, 1-2, 1-2  | Kemphanen   |
| 08/01 | Hokij          | 9-1     | 5-0, 2-1, 2-0  | Red Eagles  |
| 09/01 | Flyers         | 8-0     | 2-0, 2-0, 4-0  | Kemphanen   |
| 09/01 | Lions          | 2-3     | 0-1, 1-1, 1-1  | Trappers TT |
| 09/01 | Panters        | 7-1     | 2-0, 4-0, 1-1  | Devils      |
| 10/01 | Tigers         | 5-2     | 1-0, 2-1, 2-1  | Olympia     |
| 17/01 | Amstel Tijgers | 5-0     | 1-0, 1-0, 3-0  | Bulldogs    |
| 23/01 | Panters        | 6-3     | 0-2, 5-1, 1-0  | Bulldogs    |
| 31/01 | Herentals      | 8-1     | 1-0, 3-0, 4-1  | IHC Leuven  |
| 15/02 | Phantoms       | 3-8     | 3-2, 0-4, 0-2  | Eaters      |
| 20/02 | Phantoms       | 5-8     | 1-2, 1-2, 3-4  | Trappers TT |
| 27/02 | Flyers         | 5-1     | 3-1, 1-0, 1-0  | Devils      |

| Datum | Thuisteam   | Uitslag                                     | Periodestanden  | Uitteam     |
| ----- | ----------- | ------------------------------------------- | --------------- | ----------- |
| 26/09 | Bulldogs    | 6-3                                         | 1-0, 3-3, 2-0   | Devils      |
| 26/09 | IHC Leuven  | 0-5 r                                       | (0-1, 1-0, 3-0) | Trappers TT |
| 02/10 | Devils      | 5-0 r                                       | (0-2, 0-3, 3-2) | IHC Leuven  |
| 02/10 | Olympia     | 7-6 nv                                      | 1-2, 2-1, 3-3   | Kemphanen   |
| 03/10 | Red Eagles  | 3-5                                         | 3-3, 0-1, 0-1   | Trappers TT |
| 04/10 | Kemphanen   | 2-7                                         | 0-1, 2-1, 0-5   | Bulldogs    |
| 10/10 | Red Eagles  | 1-3                                         | 0-2, 0-1, 1-0   | Eaters      |
| 01/11 | Kemphanen   | 4-5 nv                                      | 1-0, 1-1, 2-3   | Devils      |
| 20/11 | Devils      | 1-2                                         | 0-0, 1-0, 0-2   | Trappers TT |
| 20/11 | Olympia     | 0-11                                        | 0-3, 0-4, 0-4   | Eaters      |
| 21/11 | Bulldogs    | 5-2                                         | 2-0, 2-1, 1-1   | Red Eagles  |
| 21/11 | IHC Leuven  | 3-9                                         | 1-3, 0-2, 2-4   | Kemphanen   |
| 22/11 | Eaters      | 5-3                                         | 2-0, 1-2, 2-1   | Bulldogs    |
| 22/11 | Trappers TT | 10-2                                        | 6-0, 3-1, 1-1   | Olympia     |
| 27/11 | Devils      | 3-2 nv                                      | 0-0, 1-1, 1-1   | Red Eagles  |
| 27/11 | Olympia     | 1-3                                         | 0-0, 0-3, 1-0   | IHC Leuven  |
| 28/11 | Bulldogs    | 6-5                                         | 4-1, 1-3, 1-1   | Olympia     |
| 28/11 | Eaters      | 12-1                                        | 0-0, 5-1, 7-0   | Devils      |
| 28/11 | Kemphanen   | 1-10                                        | 0-6, 0-2, 1-2   | Trappers TT |
| 29/11 | IHC Leuven  | 5-4                                         | 2-1, 2-3, 1-0   | Eaters      |
| 29/11 | Trappers TT | 6-1                                         | 3-0, 2-0, 1-1   | Bulldogs    |
| 01/12 | Eaters      | 6-5                                         | 2-2, 2-3, 2-0   | Red Eagles  |
| 06/12 | Red Eagles  | 3-7                                         | 1-2, 0-2, 2-3   | Kemphanen   |
| 11/12 | Olympia     | 2-3 {{afkorting \|np\|na penaltyshoot-out}} | 1-0, 1-2, 0-0   | Devils      |
| 12/12 | Bulldogs    | 5-2                                         | 2-2, 1-0, 2-0   | IHC Leuven  |
| 12/12 | Kemphanen   | 1-7                                         | 0-0, 1-1, 0-6   | Eaters      |
| 13/12 | Devils      | 6-1                                         | 1-0, 4-1, 1-0   | Olympia     |
| 13/12 | Eaters      | 5-1                                         | 2-0, 2-0, 1-1   | Kemphanen   |
| 13/12 | IHC Leuven  | 2-3                                         | 0-2, 1-0, 1-1   | Bulldogs    |
| 20/12 | Red Eagles  | 4-7                                         | 1-2, 2-2, 1-3   | Olympia     |
| 02/01 | Red Eagles  | 1-2 np                                      | 0-0, 0-0, 1-1   | IHC Leuven  |
| 15/01 | Olympia     | 6-2                                         | 1-0, 2-2, 3-0   | Red Eagles  |
| 15/01 | Trappers TT | 3-4                                         | 1-0, 1-2, 1-2   | Eaters      |
| 16/01 | IHC Leuven  | 4-2                                         | 1-2, 1-0, 2-0   | Devils      |
| 16/01 | Red Eagles  | 3-6                                         | 1-0, 0-4, 2-2   | Bulldogs    |
| 17/01 | Eaters      | 4-1                                         | 1-1, 1-0, 2-0   | Trappers TT |
| 22/01 | Devils      | 4-6                                         | 1-1, 1-2 2-3    | Eaters      |
| 23/01 | Kemphanen   | 7-1                                         | 4-1, 2-0, 1-0   | IHC Leuven  |
| 24/01 | Eaters      | 6-3                                         | 2-1, 2-1, 2-1   | Olympia     |
| 24/01 | Trappers TT | 4-6                                         | 1-2, 3-2, 0-2   | Devils      |
| 31/01 | Kemphanen   | 4-5 nv                                      | 4-1, 0-1, 0-2   | Olympia     |
| 05/02 | Devils      | 5-4                                         | 2-1, 1-1, 2-2   | Kemphanen   |
| 05/02 | Olympia     | 6-3                                         | 3-0, 1-2, 2-1   | Trappers TT |
| 07/02 | Bulldogs    | 5-0                                         | 2-0, 0-0 3-0    | Kemphanen   |
| 07/02 | Trappers TT | 6-5                                         | 3-2, 2-3, 1-0   | IHC Leuven  |
| 14/02 | Trappers TT | 4-1                                         | 1-0, 2-0, 1-1   | Red Eagles  |
| 19/02 | Olympia     | 7-6                                         | 2-1, 2-3, 3-2   | Bulldogs    |
| 20/02 | Bulldogs    | 3-4                                         | 2-1, 0-1, 1-2   | Eaters      |
| 20/02 | IHC Leuven  | 9-1                                         | 2-0, 5-1, 2-0   | Red Eagles  |
| 21/02 | Red Eagles  | 1-2                                         | 0-0, 1-2, 0-0   | Devils      |
| 21/02 | Trappers TT | 6-5 nv                                      | 1-2, 4-2, 0-1   | Kemphanen   |
| 26/02 | Devils      | 4-0                                         | 0-0, 2-0, 2-0   | Bulldogs    |
| 27/02 | Bulldogs    | 6-3                                         | 3-1, 1-0, 2-2   | Trappers TT |
| 27/02 | IHC Leuven  | 4-3                                         | 2-0, 1-1, 1-2   | Olympia     |
| 27/02 | Kemphanen   | 4-6                                         | 1-1, 3-3, 0-2   | Red Eagles  |
| 28/02 | Eaters      | 6-2                                         | 3-1, 2-0, 1-1   | IHC Leuven  |

| Datum | Thuisteam   | Uitslag | Periodestanden | Uitteam        |
| ----- | ----------- | ------- | -------------- | -------------- |
| 25/09 | Olympia     | 5-9     | 2-3, 1-1, 2-5  | Hokij          |
| 27/09 | Devils      | 0-6     | 0-3, 0-2, 0-1  | Herentals      |
| 27/09 | Kemphanen   | 7-5     | 1-2, 0-2, 6-1  | Phantoms       |
| 16/10 | Devils      | 1-5     | 0-1, 0-2, 1-2  | Hokij          |
| 16/10 | Olympia     | 5-6 nv  | 1-1, 2-3, 2-1  | Phantoms       |
| 17/10 | Bulldogs    | 1-10    | 0-2, 0-4, 1-4  | Herentals      |
| 17/10 | Eaters      | 6-0 *   | 6-0, 0-0, 0-0  | Tigers         |
| 17/10 | Kemphanen   | 6-1     | 2-0, 1-1, 3-0  | Lions          |
| 17/10 | Red Eagles  | 4-3 nv  | 1-0, 0-2, 2-1  | Panters        |
| 18/10 | IHC Leuven  | 6-7     | 2-1, 4-4, 0-2  | Amstel Tijgers |
| 18/10 | Trappers TT | 2-6     | 1-2, 0-1, 1-3  | Flyers         |
| 23/10 | Devils      | 2-5     | 1-0, 1-2, 0-3  | Phantoms       |
| 23/10 | Olympia     | 4-5     | 2-1, 0-2, 2-2  | Lions          |
| 23/10 | Trappers TT | 3-8     | 1-3, 0-3, 2-2  | Tigers         |
| 31/10 | Red Eagles  | 4-7     | 2-2, 1-1, 1-4  | Amstel Tijgers |
| 01/11 | Trappers TT | 3-1     | 1-0, 1-0, 1-1  | Panters        |
| 14/11 | Kemphanen   | 1-9     | 1-3, 0-1, 0-5  | Herentals      |
| 15/11 | IHC Leuven  | 3-5     | ?, ?           | Panters        |
| 15/11 | Red Eagles  | 4-8     | 1-3, 3-2, 0-3  | Flyers         |
| 19/12 | Kemphanen   | 0-5     | 0-0, 0-2, 0-3  | Hokij          |
| 02/01 | Bulldogs    | 5-1     | 0-0, 1-0, 4-1  | Lions          |
| 02/01 | Eaters      | 4-7     | 1-3, 3-0, 0-4  | Panters        |
| 03/01 | IHC Leuven  | 3-8     | 0-3, 1-3, 2-2  | Flyers         |
| 03/01 | Trappers TT | 2-3 nv  | 0-0, 0-1, 2-1  | Amstel Tijgers |
| 09/01 | Eaters      | 2-5     | 0-1, 1-3, 1-1  | Amstel Tijgers |
| 23/01 | Red Eagles  | 2-9     | 1-2, 1-5, 0-2  | Tigers         |
| 29/01 | Devils      | 4-2     | 2-0, 2-0, 0-2  | Lions          |
| 29/01 | Olympia     | 2-26    | 1-6, 1-8, 0-12 | Herentals      |
| 30/01 | Bulldogs    | 5-4 nv  | 1-2, 0-2, 3-0  | Phantoms       |
| 30/01 | IHC Leuven  | 8-2     | 1-0, 3-1, 4-1  | Tigers         |
| 21/02 | Eaters      | 1-7     | 0-1, 0-5, 1-1  | Flyers         |
| 28/02 | Bulldogs    | 2-3 nv  | 1-1, 0-0, 1-1  | Hokij          |

| Datum | Thuisteam      | Uitslag | Periodestanden  | Uitteam        |
| ----- | -------------- | ------- | --------------- | -------------- |
| 26/09 | Herentals      | 0-5 r   | (1-0, 3-0, 1-0) | Panters        |
| 26/09 | Phantoms       | 1-4     | 1-2, 0-1, 0-1   | Flyers         |
| 27/09 | Tigers         | 4-5 nv  | 1-0, 2-2, 1-2   | Lions          |
| 02/10 | Hokij          | 4-3     | 1-1,3-1, 0-1    | Tigers         |
| 03/10 | Lions          | 1-6     | 1-0, 0-4, 0-2   | Phantoms       |
| 03/10 | Panters        | 7-4     | 2-2, 3-0, 2-2   | Amstel Tijgers |
| 10/10 | Amstel Tijgers | 5-4     | 1-1, 2-2, 2-1   | Hokij          |
| 14/11 | Flyers         | 6-3     | 2-2, 3-1, 1-0   | Amstel Tijgers |
| 14/11 | Panters        | 3-5     | 0-1, 0-3, 3-1   | Hokij          |
| 20/11 | Flyers         | 3-2     | 0-0, 1-1, 2-1   | Panters        |
| 21/11 | Amstel Tijgers | 4-7     | 0-2, 3-4, 1-1   | Herentals      |
| 21/11 | Lions          | 0-4     | 0-2, 0-1, 0-1   | Flyers         |
| 21/11 | Panters        | 11-6    | 3-0, 4-3, 4-3   | Phantoms       |
| 22/11 | Herentals      | 8-0     | 2-0, 4-0, 2-0   | Amstel Tijgers |
| 22/11 | Phantoms       | 1-13    | 1-2, 0-3, 0-8   | Hokij          |
| 27/11 | Hokij          | 4-5 np  | 0-0, 3-2, 1-2   | Flyers         |
| 28/11 | Flyers         | 7-0     | 30, 4-0, 0-0    | Tigers         |
| 28/11 | Lions          | 3-10    | 1-2, 1-5, 1-3   | Panters        |
| 28/11 | Phantoms       | 2-11    | 1-2, 1-3 0-6    | Herentals      |
| 29/11 | Herentals      | 13-0    | 4-0, 6-0, 3-0   | Lions          |
| 29/11 | Tigers         | 2-9     | ?, ?            | Amstel Tijgers |
| 04/12 | Hokij          | 3-2     | 0-1, 1-1, 2-0   | Lions          |
| 05/12 | Amstel Tijgers | 5-2     | 4-1, 0-0, 1-1   | Panters        |
| 12/12 | Lions          | 3-4     | 1-2, 1-0, 1-2   | Amstel Tijgers |
| 12/12 | Panters        | 4-3     | 2-0, 0-1, 2-2   | Flyers         |
| 13/12 | Amstel Tijgers | 8-0     | 2-0, 3-0, 3-0   | Lions          |
| 13/12 | Herentals      | 3-2     | 1-1, 2-1, 0-0   | Hokij          |
| 13/12 | Tigers         | 5-4     | 1-1, 0-1, 4-2   | Phantoms       |
| 02/01 | Flyers         | 4-3     | 1-1, 2-1, 1-1   | Herentals      |
| 15/01 | Hokij          | 2-3 nv  | 1-1, 1-1, 0-0   | Amstel Tijgers |
| 16/01 | Flyers         | 12-1    | 3-1, 6-0, 3-0   | Phantoms       |
| 16/01 | Lions          | 4-7     | 1-4, 1-0, 2-3   | Tigers         |
| 16/01 | Panters        | 7-10    | 3-0, 2-4, 2-6   | Herentals      |
| 17/01 | Herentals      | 5-1     | 1-0, 2-0, 2-1   | Flyers         |
| 17/01 | Phantoms       | 3-1     | 1-0, 0-0, 2-1   | Lions          |
| 17/01 | Tigers         | 2-6     | 0-3, 2-0, 0-3   | Hokij          |
| 22/01 | Hokij          | 4-7     | 2-0, 1-4, 1-3   | Herentals      |
| 23/01 | Amstel Tijgers | 7-3     | 3-1, 4-0, 0-2   | Phantoms       |
| 23/01 | Lions          | 1-5     | 0-1, 0-2, 1-2   | Hokij          |
| 24/01 | Herentals      | 9-5     | 3-3, 4-0, 2-2   | Amstel Tijgers |
| 24/01 | Phantoms       | 5-3     | 1-0, 2-2, 2-1   | Tigers         |
| 31/01 | Phantoms       | 4-6     | 2-1, 2-2, 0-3   | Panters        |
| 05/02 | Flyers         | 16-0    | 4-0, 8-0, 4-0   | Lions          |
| 05/02 | Hokij          | 5-4 nv  | 0-1, 1-2, 3-1   | Phantoms       |
| 06/02 | Amstel Tijgers | 0-4     | 0-0, 0-1, 0-3   | Flyers         |
| 06/02 | Panters        | 11-1    | 1-0, 3-0, 7-1   | Tigers         |
| 07/02 | Tigers         | 1-17    | 1-5, 0-7, 0-5   | Herentals      |
| 19/02 | Flyers         | 4-1     | 2-0, 1-1, 1-0   | Hokij          |
| 20/02 | Amstel Tijgers | 5-2     | 1-0, 3-1, 1-1   | Tigers         |
| 20/02 | Lions          | 0-17    | 0-4, 0-7, 0-6   | Herentals      |
| 21/02 | Herentals      | 11-0    | 5-0, 3-0, 3-0   | Phantoms       |
| 21/02 | Tigers         | 6-3     | 2-2, 3-1, 1-0   | Panters        |
| 26/02 | Hokij          | 5-3     | 0-2, 4-1, 1-0   | Panters        |
| 27/02 | Panters        | 3-2 nv  | 0-0, 1-0, 2-1   | Lions          |
| 28/02 | Phantoms       | 6-5     | 3-3, 3-0, 0-2   | Amstel Tijgers |
| 28/02 | Tigers         | 3-8     | 1-4, 1-3, 1-1   | Flyers         |

| Datum | Thuisteam      | Uitslag | Periodestanden | Uitteam     |
| ----- | -------------- | ------- | -------------- | ----------- |
| 03/10 | Flyers         | 8-1     | 2-0, 4-1, 2-0  | Olympia     |
| 10/10 | Panters        | 6-5 nv  | 3-3, 2-1, 0-1  | Kemphanen   |
| 17/10 | Amstel Tijgers | 7-3     | 4-2, 1-0, 2-1  | Olympia     |
| 17/10 | Phantoms       | 2-6     | 0-1, 2-0, 0-5  | IHC Leuven  |
| 18/10 | Herentals      | 4-0     | 0-0, 2-0, 2-0  | Eaters      |
| 18/10 | Lions          | 0-4     | 0-0, 0-3, 0-1  | Red Eagles  |
| 18/10 | Tigers         | 5-2     | 2-0, 1-1, 2-1  | Bulldogs    |
| 23/10 | Hokij          | 7-3     | 1-2, 5-1, 1-0  | Eaters      |
| 24/10 | Amstel Tijgers | 6-5 nv  | 2-2, 3-1, 0-2  | Kemphanen   |
| 24/10 | Flyers         | 6-3     | 3-1, 3-2, 0-0  | Bulldogs    |
| 24/10 | Lions          | 0-8     | 0-3, 0-1, 0-4  | IHC Leuven  |
| 24/10 | Panters        | 11-3    | 3-2, 6-0, 2-1  | Olympia     |
| 25/10 | Herentals      | 11-2    | 1-0, 5-1, 5-1  | Trappers TT |
| 25/10 | Phantoms       | 5-4 nv  | 3-0, 0-2, 1-2  | Red Eagles  |
| 25/10 | Tigers         | 1-3     | 0-0, 0-2, 1-1  | Devils      |
| 30/10 | Hokij          | 4-3 nv  | 0-1, 0-0, 3-2  | Trappers TT |
| 20/11 | Hokij          | 6-3     | 1-0, 4-0 1-3   | IHC Leuven  |
| 19/12 | Amstel Tijgers | 4-2     | 1-0, 2-1, 1-1  | Devils      |
| 03/01 | Herentals      | 12-3    | 3-1, 6-1, 3-1  | Red Eagles  |
| 03/01 | Lions          | 4-11    | 0-4, 3-2, 1-5  | Eaters      |
| 03/01 | Tigers         | 2-8     | 0-4, 1-2, 1-2  | Kemphanen   |
| 08/01 | Hokij          | 9-1     | 5-0, 2-1, 2-0  | Red Eagles  |
| 09/01 | Flyers         | 8-0     | 2-0, 2-0, 4-0  | Kemphanen   |
| 09/01 | Lions          | 2-3     | 0-1, 1-1, 1-1  | Trappers TT |
| 09/01 | Panters        | 7-1     | 2-0, 4-0, 1-1  | Devils      |
| 10/01 | Tigers         | 5-2     | 1-0, 2-1, 2-1  | Olympia     |
| 17/01 | Amstel Tijgers | 5-0     | 1-0, 1-0, 3-0  | Bulldogs    |
| 23/01 | Panters        | 6-3     | 0-2, 5-1, 1-0  | Bulldogs    |
| 31/01 | Herentals      | 8-1     | 1-0, 3-0, 4-1  | IHC Leuven  |
| 15/02 | Phantoms       | 3-8     | 3-2, 0-4, 0-2  | Eaters      |
| 20/02 | Phantoms       | 5-8     | 1-2, 1-2, 3-4  | Trappers TT |
| 27/02 | Flyers         | 5-1     | 3-1, 1-0, 1-0  | Devils      |

| Datum | Thuisteam   | Uitslag                                     | Periodestanden  | Uitteam     |
| ----- | ----------- | ------------------------------------------- | --------------- | ----------- |
| 26/09 | Bulldogs    | 6-3                                         | 1-0, 3-3, 2-0   | Devils      |
| 26/09 | IHC Leuven  | 0-5 r                                       | (0-1, 1-0, 3-0) | Trappers TT |
| 02/10 | Devils      | 5-0 r                                       | (0-2, 0-3, 3-2) | IHC Leuven  |
| 02/10 | Olympia     | 7-6 nv                                      | 1-2, 2-1, 3-3   | Kemphanen   |
| 03/10 | Red Eagles  | 3-5                                         | 3-3, 0-1, 0-1   | Trappers TT |
| 04/10 | Kemphanen   | 2-7                                         | 0-1, 2-1, 0-5   | Bulldogs    |
| 10/10 | Red Eagles  | 1-3                                         | 0-2, 0-1, 1-0   | Eaters      |
| 01/11 | Kemphanen   | 4-5 nv                                      | 1-0, 1-1, 2-3   | Devils      |
| 20/11 | Devils      | 1-2                                         | 0-0, 1-0, 0-2   | Trappers TT |
| 20/11 | Olympia     | 0-11                                        | 0-3, 0-4, 0-4   | Eaters      |
| 21/11 | Bulldogs    | 5-2                                         | 2-0, 2-1, 1-1   | Red Eagles  |
| 21/11 | IHC Leuven  | 3-9                                         | 1-3, 0-2, 2-4   | Kemphanen   |
| 22/11 | Eaters      | 5-3                                         | 2-0, 1-2, 2-1   | Bulldogs    |
| 22/11 | Trappers TT | 10-2                                        | 6-0, 3-1, 1-1   | Olympia     |
| 27/11 | Devils      | 3-2 nv                                      | 0-0, 1-1, 1-1   | Red Eagles  |
| 27/11 | Olympia     | 1-3                                         | 0-0, 0-3, 1-0   | IHC Leuven  |
| 28/11 | Bulldogs    | 6-5                                         | 4-1, 1-3, 1-1   | Olympia     |
| 28/11 | Eaters      | 12-1                                        | 0-0, 5-1, 7-0   | Devils      |
| 28/11 | Kemphanen   | 1-10                                        | 0-6, 0-2, 1-2   | Trappers TT |
| 29/11 | IHC Leuven  | 5-4                                         | 2-1, 2-3, 1-0   | Eaters      |
| 29/11 | Trappers TT | 6-1                                         | 3-0, 2-0, 1-1   | Bulldogs    |
| 01/12 | Eaters      | 6-5                                         | 2-2, 2-3, 2-0   | Red Eagles  |
| 06/12 | Red Eagles  | 3-7                                         | 1-2, 0-2, 2-3   | Kemphanen   |
| 11/12 | Olympia     | 2-3 {{afkorting \|np\|na penaltyshoot-out}} | 1-0, 1-2, 0-0   | Devils      |
| 12/12 | Bulldogs    | 5-2                                         | 2-2, 1-0, 2-0   | IHC Leuven  |
| 12/12 | Kemphanen   | 1-7                                         | 0-0, 1-1, 0-6   | Eaters      |
| 13/12 | Devils      | 6-1                                         | 1-0, 4-1, 1-0   | Olympia     |
| 13/12 | Eaters      | 5-1                                         | 2-0, 2-0, 1-1   | Kemphanen   |
| 13/12 | IHC Leuven  | 2-3                                         | 0-2, 1-0, 1-1   | Bulldogs    |
| 20/12 | Red Eagles  | 4-7                                         | 1-2, 2-2, 1-3   | Olympia     |
| 02/01 | Red Eagles  | 1-2 np                                      | 0-0, 0-0, 1-1   | IHC Leuven  |
| 15/01 | Olympia     | 6-2                                         | 1-0, 2-2, 3-0   | Red Eagles  |
| 15/01 | Trappers TT | 3-4                                         | 1-0, 1-2, 1-2   | Eaters      |
| 16/01 | IHC Leuven  | 4-2                                         | 1-2, 1-0, 2-0   | Devils      |
| 16/01 | Red Eagles  | 3-6                                         | 1-0, 0-4, 2-2   | Bulldogs    |
| 17/01 | Eaters      | 4-1                                         | 1-1, 1-0, 2-0   | Trappers TT |
| 22/01 | Devils      | 4-6                                         | 1-1, 1-2 2-3    | Eaters      |
| 23/01 | Kemphanen   | 7-1                                         | 4-1, 2-0, 1-0   | IHC Leuven  |
| 24/01 | Eaters      | 6-3                                         | 2-1, 2-1, 2-1   | Olympia     |
| 24/01 | Trappers TT | 4-6                                         | 1-2, 3-2, 0-2   | Devils      |
| 31/01 | Kemphanen   | 4-5 nv                                      | 4-1, 0-1, 0-2   | Olympia     |
| 05/02 | Devils      | 5-4                                         | 2-1, 1-1, 2-2   | Kemphanen   |
| 05/02 | Olympia     | 6-3                                         | 3-0, 1-2, 2-1   | Trappers TT |
| 07/02 | Bulldogs    | 5-0                                         | 2-0, 0-0 3-0    | Kemphanen   |
| 07/02 | Trappers TT | 6-5                                         | 3-2, 2-3, 1-0   | IHC Leuven  |
| 14/02 | Trappers TT | 4-1                                         | 1-0, 2-0, 1-1   | Red Eagles  |
| 19/02 | Olympia     | 7-6                                         | 2-1, 2-3, 3-2   | Bulldogs    |
| 20/02 | Bulldogs    | 3-4                                         | 2-1, 0-1, 1-2   | Eaters      |
| 20/02 | IHC Leuven  | 9-1                                         | 2-0, 5-1, 2-0   | Red Eagles  |
| 21/02 | Red Eagles  | 1-2                                         | 0-0, 1-2, 0-0   | Devils      |
| 21/02 | Trappers TT | 6-5 nv                                      | 1-2, 4-2, 0-1   | Kemphanen   |
| 26/02 | Devils      | 4-0                                         | 0-0, 2-0, 2-0   | Bulldogs    |
| 27/02 | Bulldogs    | 6-3                                         | 3-1, 1-0, 2-2   | Trappers TT |
| 27/02 | IHC Leuven  | 4-3                                         | 2-0, 1-1, 1-2   | Olympia     |
| 27/02 | Kemphanen   | 4-6                                         | 1-1, 3-3, 0-2   | Red Eagles  |
| 28/02 | Eaters      | 6-2                                         | 3-1, 2-0, 1-1   | IHC Leuven  |

| Datum | Thuisteam   | Uitslag | Periodestanden | Uitteam        |
| ----- | ----------- | ------- | -------------- | -------------- |
| 25/09 | Olympia     | 5-9     | 2-3, 1-1, 2-5  | Hokij          |
| 27/09 | Devils      | 0-6     | 0-3, 0-2, 0-1  | Herentals      |
| 27/09 | Kemphanen   | 7-5     | 1-2, 0-2, 6-1  | Phantoms       |
| 16/10 | Devils      | 1-5     | 0-1, 0-2, 1-2  | Hokij          |
| 16/10 | Olympia     | 5-6 nv  | 1-1, 2-3, 2-1  | Phantoms       |
| 17/10 | Bulldogs    | 1-10    | 0-2, 0-4, 1-4  | Herentals      |
| 17/10 | Eaters      | 6-0 *   | 6-0, 0-0, 0-0  | Tigers         |
| 17/10 | Kemphanen   | 6-1     | 2-0, 1-1, 3-0  | Lions          |
| 17/10 | Red Eagles  | 4-3 nv  | 1-0, 0-2, 2-1  | Panters        |
| 18/10 | IHC Leuven  | 6-7     | 2-1, 4-4, 0-2  | Amstel Tijgers |
| 18/10 | Trappers TT | 2-6     | 1-2, 0-1, 1-3  | Flyers         |
| 23/10 | Devils      | 2-5     | 1-0, 1-2, 0-3  | Phantoms       |
| 23/10 | Olympia     | 4-5     | 2-1, 0-2, 2-2  | Lions          |
| 23/10 | Trappers TT | 3-8     | 1-3, 0-3, 2-2  | Tigers         |
| 31/10 | Red Eagles  | 4-7     | 2-2, 1-1, 1-4  | Amstel Tijgers |
| 01/11 | Trappers TT | 3-1     | 1-0, 1-0, 1-1  | Panters        |
| 14/11 | Kemphanen   | 1-9     | 1-3, 0-1, 0-5  | Herentals      |
| 15/11 | IHC Leuven  | 3-5     | ?, ?           | Panters        |
| 15/11 | Red Eagles  | 4-8     | 1-3, 3-2, 0-3  | Flyers         |
| 19/12 | Kemphanen   | 0-5     | 0-0, 0-2, 0-3  | Hokij          |
| 02/01 | Bulldogs    | 5-1     | 0-0, 1-0, 4-1  | Lions          |
| 02/01 | Eaters      | 4-7     | 1-3, 3-0, 0-4  | Panters        |
| 03/01 | IHC Leuven  | 3-8     | 0-3, 1-3, 2-2  | Flyers         |
| 03/01 | Trappers TT | 2-3 nv  | 0-0, 0-1, 2-1  | Amstel Tijgers |
| 09/01 | Eaters      | 2-5     | 0-1, 1-3, 1-1  | Amstel Tijgers |
| 23/01 | Red Eagles  | 2-9     | 1-2, 1-5, 0-2  | Tigers         |
| 29/01 | Devils      | 4-2     | 2-0, 2-0, 0-2  | Lions          |
| 29/01 | Olympia     | 2-26    | 1-6, 1-8, 0-12 | Herentals      |
| 30/01 | Bulldogs    | 5-4 nv  | 1-2, 0-2, 3-0  | Phantoms       |
| 30/01 | IHC Leuven  | 8-2     | 1-0, 3-1, 4-1  | Tigers         |
| 21/02 | Eaters      | 1-7     | 0-1, 0-5, 1-1  | Flyers         |
| 28/02 | Bulldogs    | 2-3 nv  | 1-1, 0-0, 1-1  | Hokij          |

### Knock-outfase

#### Kwartfinale
De kwartfinale werd beslist in een best-of-2 serie. Het wedstrijdschema was vooraf als volgt bepaald; A1-B4 (= wedstrijd C1), A2-B3 (= C2), B1-A4 (= C3), B2-A3 (= C4).
|    | Datum | Thuisteam                        | Uitslag | Periodestanden | Uitteam        |
| -- | ----- | -------------------------------- | ------- | -------------- | -------------- |
| C1 | 04/03 | Devils                           | 3-12    | 1-4, 1-5, 1-3  | Herentals      |
| C1 | 06/03 | Herentals                        | 6-1     | 2-1, 2-0, 2-0  | Devils         |
|    |       |                                  |         |                |                |
| C2 | 05/03 | Bulldogs                         | 1-9     | 0-2, 0-4, 1-3  | Flyers         |
| C2 | 06/03 | Flyers                           | 6-0     | 2-0, 3-0, 1-0  | Bulldogs       |
|    |       |                                  |         |                |                |
| C3 | 05/03 | Amstel Tijgers                   | 4-3     | 1-1, 2-2, 1-0  | Eaters         |
| C3 | 06/03 | Eaters *                         | 6-3     | 1-1, 3-1, 2-1  | Amstel Tijgers |
| C3 | 06/03 | * Eaters door op doelsaldo (9-7) |         |                |                |
|    |       |                                  |         |                |                |
| C4 | 06/03 | Trappers TT                      | 2-3 nv  | 1-1, 1-1, 0-0  | Hokij          |
| C4 | 08/03 | Hokij                            | 5-2     | 2-0, 2-2, 1-0  | Trappers TT    |

#### Halve finale
De halve finale werd beslist in een best-of-3 serie. Het wedstrijdschema was vooraf als volgt bepaald; winnaars C1-C4 en C2-C3.
| Datum | Thuisteam | Uitslag | Periodestanden | Uitteam   |  |
| ----- | --------- | ------- | -------------- | --------- |  |
| 11/03 | Hokij     | 2-5     | 0-3, 0-2, 2-0  | Herentals |  |
| 13/03 | Herentals | 7-2     | 2-0, 2-2, 3-0  | Hokij     |  |
|       |           |         |                |           |  |
| 12/03 | Flyers    | 5-3     | 1-0, 3-2, 1-1  | Eaters    |  |
| 13/03 | Eaters    | 3-8     | 1-3, 1-2, 3-1  | Flyers    |  |

#### Finale
De finale werd beslist in een best-of-3 serie. Herentals verkreeg het thuisvoordeel op basis van de onderlinge resultaten tegen de Flyers (5-1, 3-4) in poule A.
| Datum | Thuisteam | Uitslag | Periodestanden | Uitteam   |
| ----- | --------- | ------- | -------------- | --------- |
| 19/03 | Herentals | 5-4 nv  | 0-3, 3-0, 1-1  | Flyers    |
| 20/03 | Flyers    | 6-3     | 1-0, 2-1, 3-2  | Herentals |
| 23/03 | Herentals | 5-1     | 1-1, 2-0, 2-0  | Flyers    |

## Landskampioenschap van België
Op 13 maart werd REPLAY HYC Herentals, eerder ook al winnaar van het nationale bekertoernooi 2015/16, de nieuwe landskampioen door het bereiken van de finale als enige Belgische club. Het was de elfde landstitel voor deze vereniging, eerdere titels werden in 1981, 1984, 1985, 1993, 1994, 1997, 1998, 2002, 2009 en 2012 behaald.

## Landskampioenschap van Nederland
Op 13 maart werd ook UNIS Flyers Heerenveen, eerder ook al winnaar van het nationale bekertoernooi 2015/16, de nieuwe landskampioen door het bereiken van de finale als enige Nederlands club. Het was de achtste landstitel voor deze club, eerdere titels werden in zeven opeenvolgende jaren van 1977-1983 behaald.